# Wollhauszentrum

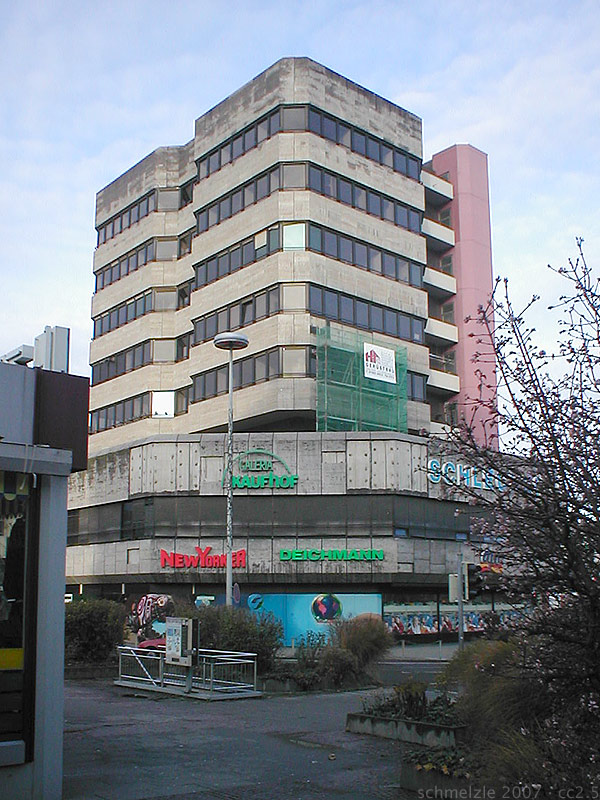
Wollhauszentrum in Heilbronn

Das  Wollhauszentrum  in Heilbronn in Baden-Württemberg ist ein nach Plänen der Philipp Holzmann AG im Jahre 1974 vollendeter Gebäudekomplex, der hauptsächlich als Einkaufszentrum dient. Der Wollhausplatz nimmt eine wichtige verkehrstechnische Funktion in der Stadt Heilbronn ein. Vor dem Wollhauszentrum befindet sich der innerstädtische Busbahnhof, unter dem Gebäudekomplex eine mehrstöckige Tiefgarage. Das Einkaufszentrum ist nach dem historischen Wollhaus der Stadt benannt, das auf einen im 19. Jahrhundert bedeutenden württembergischen Wollmarkt zurückgeht und das sich in etwa an der Stelle des heutigen Gebäudes befand.

## Architektur und Rezeption
Das Wollhauszentrum mit seinem markanten zehnstöckigen Büroturm und dem flacheren, asymmetrischen Kaufhaustrakt wurde im Stil des Brutalismus erbaut. Das inmitten der vom Wiederaufbau der 1950er Jahre geprägten Heilbronner Innenstadt befindliche Gebäude hatte bereits vor seiner Errichtung eine Kontroverse ausgelöst, setzte aber dennoch stadtplanerische Akzente. In den ersten Jahren seines Bestehens galt das Gebäude als „stadtplanerischer Wurf“. Im Lauf der Zeit wandelte sich die Rezeption des Gebäudes. Der Denkmalpfleger Joachim J. Hennze schrieb 2008: […] eine „Wollhalla“ des Konsums […] gehört nicht nur zu den Beispielen für die durch und durch unsensible Architektur der Siebzigerjahre  sondern zu den unattraktivsten Gebäuden Heilbronns wo nicht des ganzen Landes.
Die regionalen Vertreter der Architektenkammer Baden-Württemberg meinen, dass das Gebäude „keinerlei architektonische Qualität“ habe. Der Vorsitzende der Architektenkammer Wilhelm Speitelsbach und der stellvertretende Vorsitzende Dirk Vogel erklären deswegen, dass das Gebäude nicht „mit gelungenen Beispielen aus der Ära des sogenannten Beton-Brutalismus“ zu vergleichen sei.
Auch der Verwaltungsgerichtshof Baden-Württemberg (VGH) hat in seinem Urteil (16. November 2016) den „städtebaulichen Missstand“ des Wollhauses erkannt.

## Geschichte

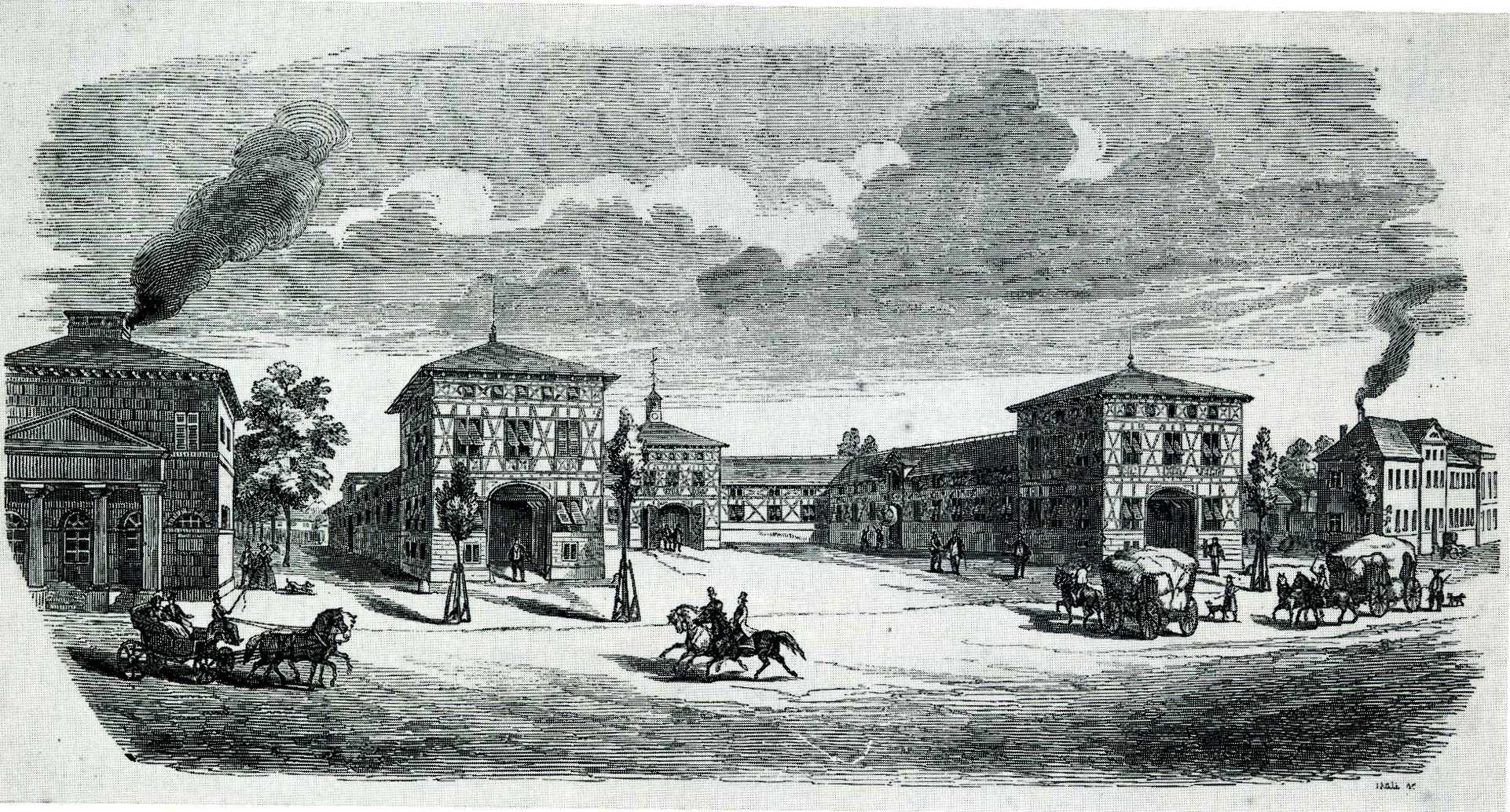
Das alte Wollhaus beim Fleinertor in Heilbronn um 1880

Im Jahr 1818 erhielten fünf württembergische Städte, darunter auch Heilbronn, die Erlaubnis zur Abhaltung von Wollmärkten. Neben dem Markt in Kirchheim/Teck entwickelte sich auch der Markt in Heilbronn sehr günstig. In Heilbronn wurde insbesondere Schafwolle gehandelt und der Markt dort hatte kaufmännischen Charakter, da die Erzeuger nicht primär an Verbraucher, sondern überwiegend an Kaufleute verkauften. 1852/53 wurde eine städtische Wollhalle, das erste Heilbronner Wollhaus, etwas nördlich des heutigen Wollhauszentrums erbaut, in dem die Wolle, die bei den Wollmärkten nicht verkauft wurde, gelagert wurde und in den Nachverkauf kam. Durch den Strukturwandel im späten 19. Jahrhundert verlor der Heilbronner Wollmarkt an Bedeutung und wurde 1905 aufgehoben.
An die Stelle der Wollmärkte beim Wollhaus trat 1906 der Heilbronner Pferdemarkt, der sich aus den zuvor beim Schießhaus abgehaltenen Viehmärkten heraus entwickelt hatte.
1891 wurde an der Stelle des heutigen Wollhauszentrums das Heilbronner Stadtbad errichtet, das 1944 beim Luftangriff auf Heilbronn zerstört wurde. In der Nachkriegszeit wurde am 14. März 1947 ein Ideenwettbewerb für ein Einkaufszentrum auf dem Wollhausplatz ausgeschrieben, mit dem die Versorgung der Bevölkerung gesichert werden sollte. Da sich ein Kreis von Heilbronner Architekten jedoch dafür einsetzte, dass zunächst ein Generalbauplan zu erstellen sei, bevor Einzelbauten projektiert würden, verwarf man die Idee eines Gewerbebaus auf dem Platz wieder. Stattdessen wurde dort zunächst das Stadtbad im Heimatstil wiederaufgebaut und noch über 20 Jahre genutzt. Vor dem Stadtbad wurde ein Busbahnhof als innerstädtischer Verkehrsknotenpunkt eingerichtet.

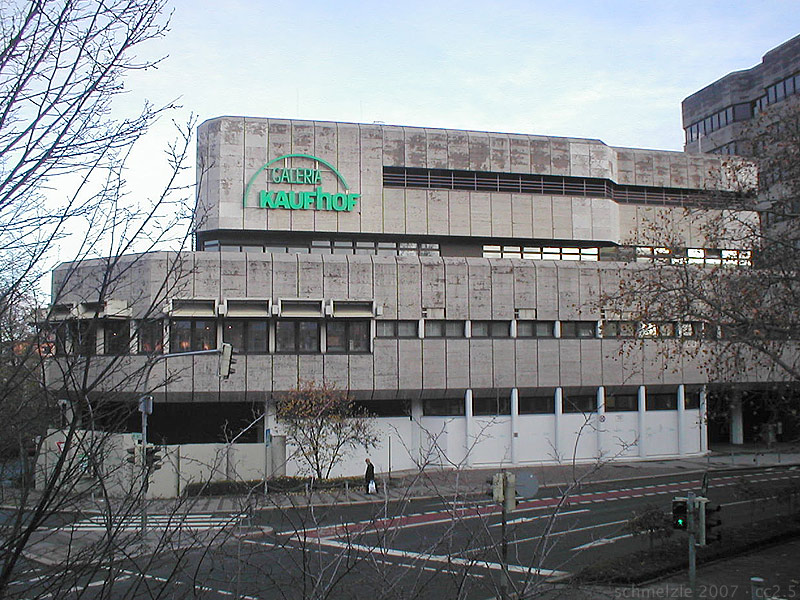
Kaufhaustrakt des heutigen Wollhauszentrums

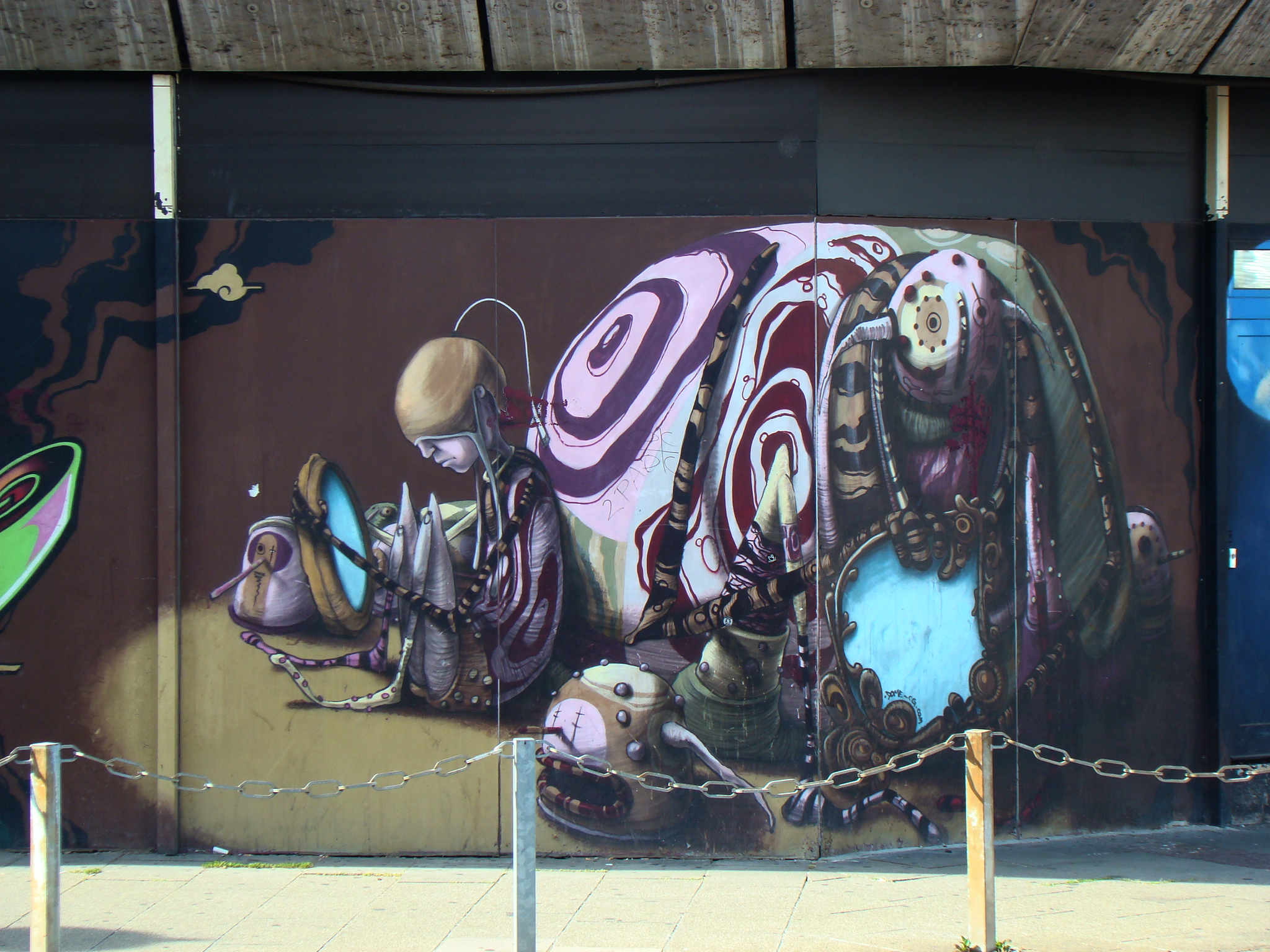
Fassadengestaltung mit Graffiti von Don

Die Konkurrenz von großen Einkaufszentren im Umland wie dem Breuningerland in Ludwigsburg gab in den frühen 1970er Jahren dann den Impuls zur Errichtung eines innerstädtischen Einkaufszentrums in Heilbronn. Das Stadtbad sowie das von der Stadt erworbene Eckgebäude VW-Autohaus Hagelauer (ehemals Reichsbankgebäude) wurden 1972 zugunsten eines Gewerbeneubaus abgerissen. Der erste Spatenstich für das heutige Gebäude fand am 3. Dezember 1973 statt. Im Spätjahr 1974 wurde die Tiefgarage mit 660 Einzelplätzen in Betrieb genommen. 1975 war das Wollhauszentrum fertiggestellt. Der mit über 70 Mio. DM veranschlagte Bau bietet rund 13.000 m² Geschäftsflächen – davon 10.000 m² im Großkaufhaus, der Rest verteilte sich auf anfangs 30 Einzelhandelsgeschäfte – sowie 3600 m² Büronutzflächen.
Einige Teile der Fassade wurden von dem Heilbronner Graffiti-Künstler Don künstlerisch bemalt. Vom selben Künstler stammen auch weitere private und städtische Auftragsarbeiten im Stadtgebiet.
Das Gebäude erfüllte zunächst die Erwartungen. Kaufhaus und Einzelhandel erzielten im ersten Geschäftsjahr rund 100 Mio. DM Umsatz, ohne dass es zu Umsatzeinbußen beim restlichen innerstädtischen Einzelhandel gekommen wäre. Vielmehr trug das Einkaufszentrum zur Erweiterung des Einzugsgebiets des Heilbronner Handels bei. Noch 1995 zeigte sich der damalige Heilbronner Oberbürgermeister Manfred Weinmann sehr zufrieden über die Kaufhaussituation.
Nach Jahrzehnten der Nutzung entstand Sanierungsbedarf, den der Heilbronner Baubürgermeister Wilfried Hajek 2012 wie folgt beschrieb: „Nicht nur, dass im oberen Fassadenbereich mehr als 50 Prozent der Natursteinplatten schadhaft sind, auch die dahinterliegende Betonwand ist sanierungsbedürftig“. Zuvor hatten sich immer wieder 20 kg schwere Betonteile der Fassade gelöst und sind herabgestürzt. Im November 2012 fand eine Untersuchung über den nötigen Umfang der durchzuführenden Sanierungsmaßnahmen statt, mit denen im Frühjahr 2013 begonnen wurde. Die laut dem Baubürgermeister Wilfried Hajek „hässliche“ Wollhaus-Betonbrücke an der Nahtstelle Allee/Wilhelmstraße ist wegen Baufälligkeit auf unbestimmte Zeit gesperrt.

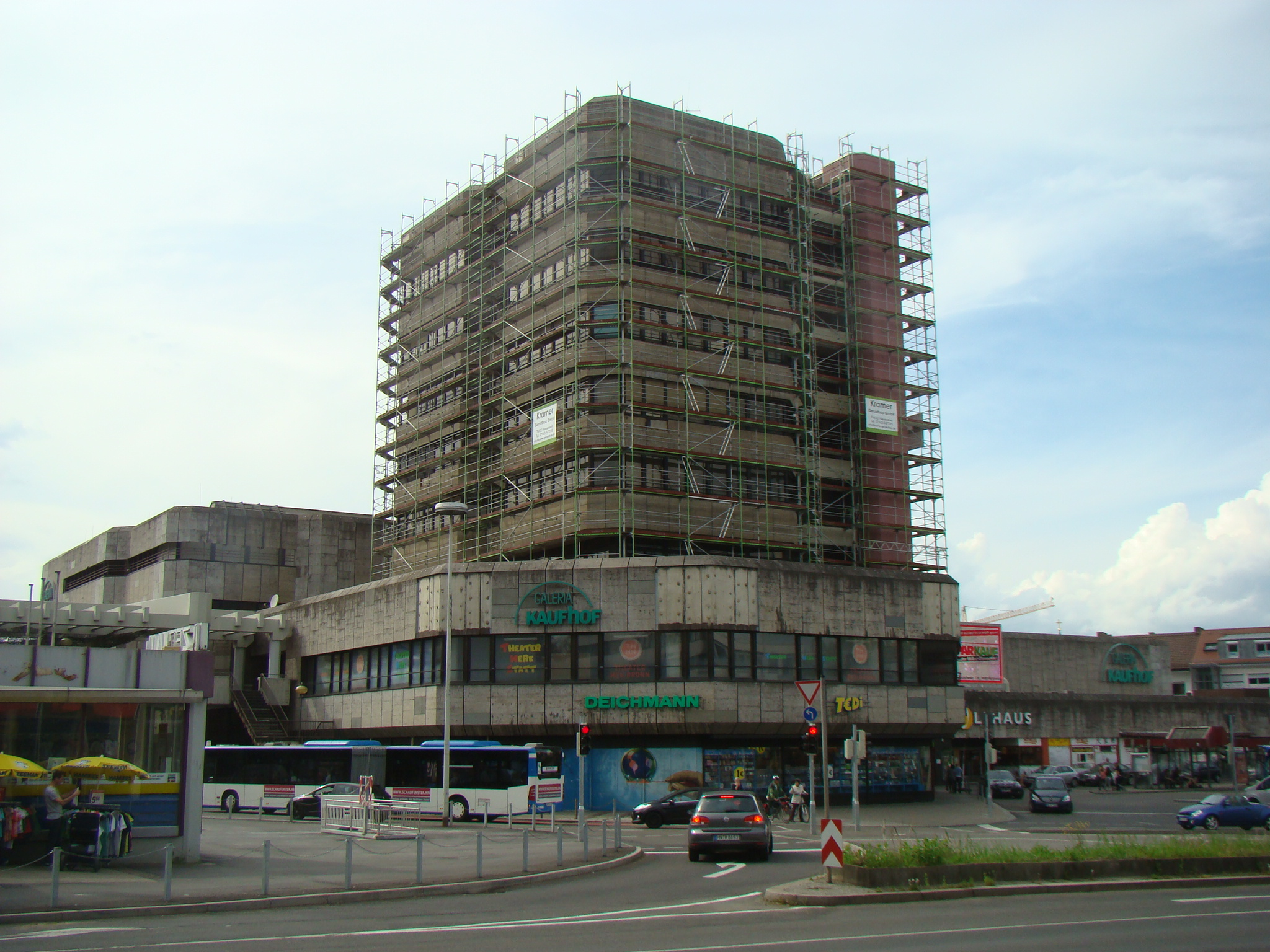
Das seit längerem eingerüstete Wollhauszentrum im April 2015

Der Hauptmieter des Gebäudes, Galeria Kaufhof, kündigte im Juni 2013 an, die Filiale im Gebäude in absehbarer Zeit schließen zu wollen. Nicht nur wegen der nahegelegenen weiteren Kaufhof-Filiale in Heilbronn, sondern auch wegen der Sanierungskosten (Wollhaus-Turm, Wollhaus-Brücke und Wollhaus-Tiefgarage) sei eine Weiterführung des Kaufhofs am Wollhausstandort nicht mehr wirtschaftlich. Kurz nach Bekanntwerden der Kaufhof-Schließungspläne gab der Heilbronner Oberbürgermeister Helmut Himmelsbach bekannt, dass das Bauunternehmen Strabag Real Estate einen Abriss mit anschließendem Neubau eines Handels- und Dienstleistungszentrums plane. Dabei soll auch der Busbahnhof überbaut werden. Die Stadt und Strabag schlossen im Oktober 2012 eine Entwicklungsvereinbarung. Die Eigentümer der Ladenpassage und Geschäftsflächen sprachen sich jedoch im Herbst 2013 gegen einen Abriss aus und präferierten den Umbau des Gebäudes. 2017 nahm die Strabag eine noch unter Oberbürgermeister Helmut Himmelsbach vereinbarte notarielle Kaufoption, die im Jahre 2013 begann und Ende 2017 abgelaufen wäre, in Anspruch und erwarb die städtischen Immobilienanteile im Turm und an der Ladenpassage. Am 7. Juli 2020 wurde die Ladenpassage des Wollhaus-Zentrums (ohne Wollhausturm und ohne die ehemaligen Verkaufsflächen der Galeria Kaufhof) auf Anordnung der Commerzbank AG zwangsversteigert. Neuer Eigentümer wurde die „Neufeld Wohnbau GmbH & Co. KG“ aus Oedheim für einen Kaufpreis von 3,025 Millionen Euro.
Am 20. September 2022 wurden nun auch, im Rahmen einer Zwangsversteigerung, die ehemaligen Verkaufsflächen der Galeria Kaufhof durch die „Neufeld Immobilien“ für fünf Millionen Euro erworben, diese waren die einzigen Bieter. Damit gehört dem Immobilien-Unternehmen aus Oedheim der Großteil des Wollhauses.